# Victoria Voxxx
Victoria Voxxx (Kansas City, Misuri; 5 de diciembre de 1994) es una actriz pornográfica y modelo erótica estadounidense.

## Biografía
Natural del estado de Misuri, nació en diciembre de 1994. Jugó al softball durante cuatro años en su estancia en la universidad, donde se formó en filología inglesa, actuando como actriz en obras de William Shakespeare. Tras terminar la universidad se mudó a Las Vegas, donde conformó una banda y llegó a ser bailarina de hip hop.
Interesada por la industria del cine para adultos, acudió a la Expo AVN que se celebra anualmente en Las Vegas en 2018, donde contactó con varias agencias de talento para que la promocionaran como actriz, fichando finalmente en el mes de febrero como actriz y modelo con la agencia de talentos Nexxxt Level. Debutaría poco tiempo después como actriz pornográfica, con 24 años de edad, grabando su primera escena con Derrick Pierce para la web Karups.
Como actriz, ha trabajado con estudios como Evil Angel, Elegant Angel, Devil's Film, Girlfriends Films, 3rd Degree, Pure Taboo, Diabolic, Hard X, Wicked, Girlsway, Sweetheart Video, Adam & Eva, Zero Tolerance, Kink.com o Gender X, entre otros.
En 2020 recibió sus primeras nominaciones en el circuito profesional de la industria, destacando por conseguir el reconocimiento en los Premios AVN en las categorías de Mejor escena de sexo en grupo, por Masochistic Anal Sluts Suffer and Squirt for BDSM Party, y de Mejor escena de sexo transexual en grupo por Menage à Trans 4, junto a Ella Hollywood. Por su parte, en los Premios XBIZ fue nominada a la Mejor actriz revelación y en la Mejor escena de sexo en película tabú por Ministry of Evil.
Ha rodado más de 390 películas como actriz.
Algunos trabajos suyos han sido Big Wet Asses 28, Coming Out Bi 11, Deep Tushy Massage 4, Feng Shui Your Pain Away, Horny Anal Sluts, Kinky Cuckold 4, Lesbian Anal Gapes 2, Obsessed, Swipe Right, Transsexual Mashup 3 o Women Seeking Women 159.

## Premios y nominaciones
| Año  | Ceremonia    | Resultado | Premio                                            | Trabajo                                                 |
| ---- | ------------ | --------- | ------------------------------------------------- | ------------------------------------------------------- |
| 2020 | Premios AVN  | Nominada  | Mejor escena de sexo en grupo                     | Masochistic Anal Sluts Suffer and Squirt for BDSM Party |
| 2020 | Premios AVN  | Nominada  | Mejor escena de sexo transexual en grupo          | Menage à Trans 4                                        |
| 2020 | Premios AVN  | Nominada  | Premio fan: Debutante más caliente                | —                                                       |
| 2020 | Premios XBIZ | Nominada  | Mejor actriz revelación                           | —                                                       |
| 2020 | Premios XBIZ | Nominada  | Mejor escena de sexo en película tabú             | Ministry of Evil                                        |
| 2021 | Premios AVN  | Nominada  | Mejor escena escandalosa de sexo                  | Ministry of Evil                                        |
| 2021 | Premios XBIZ | Nominada  | Mejor escena de sexo en película gonzo            | DP Me 10                                                |
| 2022 | Premios AVN  | Nominada  | Mejor actriz en mediometraje                      | One Man's Trash                                         |
| 2022 | Premios AVN  | Nominada  | Mejor actriz de reparto                           | Primary 2                                               |
| 2022 | Premios AVN  | Nominada  | Mejor escena de sexo lésbico                      | Primary 2                                               |
| 2022 | Premios XBIZ | Ganadora  | Mejor actuación de reparto                        | Primary 2                                               |
| 2022 | Premios XBIZ | Nominada  | Mejor escena de sexo transexual                   | Primary 2                                               |
| 2023 | Premios AVN  | Nominada  | Mejor actriz en mediometraje                      | Apricity                                                |
| 2023 | Premios AVN  | Nominada  | Mejor escena de sexo chico/chica                  | Apricity                                                |
| 2023 | Premios AVN  | Nominada  | Mejor escena de sexo en grupo                     | Going Up                                                |
| 2023 | Premios XBIZ | Nominada  | Mejor actuación protagonista                      | Going Up                                                |
| 2023 | Premios XBIZ | Nominada  | Mejor actuación de reparto                        | Sorrow Bay                                              |
| 2023 | Premios XBIZ | Nominada  | Mejor escena de sexo en película lésbica          | Cam Girl Initiation                                     |
| 2023 | Premios XBIZ | Nominada  | Mejor escena de sexo en película lésbica          | Sorrow Bay                                              |
| 2023 | Premios XBIZ | Nominada  | Mejor escena de sexo transexual                   | Emma 4 You                                              |
| 2024 | Premios AVN  | Nominada  | Aparición mainstream del año                      | —                                                       |
| 2024 | Premios AVN  | Ganadora  | Mejor actriz de reparto                           | Primary 3                                               |
| 2024 | Premios AVN  | Nominada  | Mejor escena de sexo lésbico en grupo             | Switch: Leaving Your Mark                               |
| 2024 | Premios AVN  | Nominada  | Mejor escena de sexo con transexual               | Stars 10                                                |
| 2024 | Premios XBIZ | Ganadora  | Mejor actuación de reparto                        | Primary 3                                               |
| 2024 | Premios XBIZ | Nominada  | Mejor escena de sexo en película lésbica          | Primary 3                                               |
| 2025 | Premios AVN  | Nominada  | Mejor actriz                                      | Alive                                                   |
| 2025 | Premios AVN  | Nominada  | Mejor escena de sexo en grupo                     | Sinners Anonymous                                       |
| 2025 | Premios AVN  | Nominada  | Mejor escena de sexo en grupo en realidad virtual | Medical Checkup: Brenna McKenna and Victoria Voxxx      |
| 2025 | Premios XMA  | Nominada  | Artista lésbica del año                           | —                                                       |
| 2025 | Premios XMA  | Nominada  | Mejor actuación protagonista                      | Alive                                                   |